# Ołeh Szewczuk
Ołeh Borysowycz Szewczuk, ukr. Олег Борисович Шевчук (ur. 2 stycznia 1968 w Kijowie) – ukraiński fizyk, ekonomista i polityk, specjalista od zagadnień telekomunikacji i społeczeństwa informacyjnego, w latach 1998–2000 i 2007–2012 deputowany do Rady Najwyższej Ukrainy III i VI kadencji.

## Życiorys
W 1990 został wybrany członkiem Miejskiej Rady Deputowanych Ludowych Kijowa, gdzie zajmował się m.in. sprawami sportu i turystyki. W maju 1991 znalazł się wśród członków Partii Zielonych Ukrainy, a sześć lat później został wybrany na jej wiceprzewodniczącego.
W 1994 uzyskał wykształcenie radiofizyka w Kijowskim Państwowym Uniwersytecie im. Tarasa Szewczenki, po czym pracował jako zastępca dyrektora generalnego spółki "Ukrtelekom". Od 1998 sprawował mandat posła do Rady Najwyższej Ukrainy III kadencji z ramienia Partii Zielonych. W latach 1999–2001 pełnił funkcję prezesa Państwowego Komitetu Telekomunikacji i Informatyzacji Ukrainy (w 2000 odszedł z parlamentu z uwagi na zakaz łączenia funkcji). Następnie został dyrektorem Instytutu Społeczeństwa Informacyjnego, wiceprezesem Związku Obrony Praw Konsumenta "Sojusz Antymonopolowy" oraz prezesem Ogólnoukraińskiego Zjednoczenia Obwodowych Organizacji Pracodawców Działu Telekomunikacji i Technologii Informacyjnych.
W 2000 obronił doktorat (pracę kandydacką) na temat zarządzania ryzykiem projektów inwestycyjnych. W wyborach 2007 po raz kolejny uzyskał mandat poselski, tym razem z ramienia Bloku Julii Tymoszenko, sprawował go do 2012. Powrócił do parlamentu w 2014 na kilka miesięcy przed końcem VII kadencji.